# Roquefort-de-Sault
Roquefort-de-Sault è un comune francese di 85 abitanti situato nel dipartimento dell'Aude nella regione dell'Occitania.

## Società

### Evoluzione demografica
Abitanti censiti